# Vršac
Vršac (cyr. Вршац, rum. Vârșeț, węg. Versec, rus. Вершец, Werszec, niem. Werschetz) – miasto w Serbii, w Wojwodinie, w okręgu południowobanackim, siedziba miasta Vršac. Położone jest w Banacie, w pobliżu granicy z Rumunią. W 2011 roku liczyło 36 040 mieszkańców.
Od 1964 roku w mieście odbywa się międzynarodowy turniej szachowy poświęcony pamięci Borislava Kosticia, serbskiego arcymistrza.
W mieście, w Centrum Milenijum odbyły się zawody koszykarskie w ramach Letniej Uniwersjady 2009.
W mieście rozwinął się przemysł winiarski, farmaceutyczny, lekki oraz meblarski.

## Historia
Najstarsze ślady o osadnictwie pochodzą z paleolitu, jednak pierwsza wzmianka o nazwie miasta pojawiła się w 1427 roku; nazwa wywodzi się od słowa vrh („wzgórze”). W średniowieczu Serbowie wybudowali tu twierdzę. Od połowy XV wieku teren przechodzi w ręce Turków. W 1594 roku serbscy i rumuńscy mieszkańcy wzniecili tu powstanie. Po Turkach władzę przejęli Austriacy, a potem Serbowie.

## Zabytki
- Kaplica św. Krzyża
- Kaplica św. Rocha z 1739 roku
- Cerkiew św. Mikołaja z 1785 roku
- Cerkiew Wszystkich Świętych z połowy XVIII wieku
- Kościół św. Gerarda z 1860 roku
- Cerkiew Przemienienia Pańskiego, rumuńska, z początku XX wieku
- Stara apteka z XVII wieku
- Pałac biskupi z XVIII wieku, przebudowany na początku XX wieku
- Klasztor Mesić z XV wieku
- Park miejski założony na przełomie XIX i XX wieku

## Miasta partnerskie
- Bańska Bystrzyca
- Lugoj